# 门冬胰岛素
门冬胰岛素是一种超短效的人胰岛素类似物，其结构与人类胰岛素的区别在于β链28位是天门冬氨酸，而非原来的脯氨酸。
门冬胰岛素用于治疗糖尿病，由诺和诺德生产，商品名NovoRapid（诺和锐）或 Novolog。

## 基本状况

### 成份
- 利用酵母，重组基因而成。每单位（1 U)相当于6nmol,0.035mg不含盐的无水门冬胰岛素。
- 其他成份：甘油、苯酚、间甲酚、氯化锌、二水合磷酸氢二钠、氯化钠、盐酸和/或氢氧化钠(pH值调节剂)、注射用水。

### 性状
无色澄明液体。

## 不良反应
患者用藥，反应不良，主要視乎剂量，与胰岛素药理学作用。此藥屬胰岛素制剂，若引起不良反应，低血糖最為常见。如果剂量远超所需，可引致低血糖，情況严重可令人丧失意识和/或惊厥，及暂时或永久傷害脑部，甚至死亡。临床试验和售后经验表明，患者发生低血糖，次數多寡頻疏，關鍵在於每人體質有異，用法用量不一，因此无法斷定发生低血糖的频率。
临床试验期间，本品与人胰岛素相比，低血糖的总体发生率没有差异。
总结临床试验，经綜合判断，推論跟本品有关的不良反应，发生频率定义如下：少见（大于1 / 1.000；小于1/100），罕见（大于1 /10.000；小于1/1,000），个别病例／非常罕见（小于1/10,000）。
- 免疫系统失调
- 神经系统异常
- 视觉异常
- 皮肤和皮下组织异常
- 全身不适和注射部位异常

## 禁忌
- 低血糖病发時忌用。
- 对门冬胰岛素或本品成份过敏者忌用。